# Dorothea Elisabeth Matzen
Dorothea Elisabeth Matzen, född 1746, död 1829, var en svensk företagare. 
Dorothea Elisabeth Matzen var gift med Gustaf Bernhard Santesson (1739–1790). Vid sin makes död 1790 övertog hon handelshuset G.B. Santesson & Söner.
Under hennes ledning expanderade firman till att bli en av Göteborgs största och innefattade en rad verksamheter som sockerbruk, import av socker och salt, sillsalterier, trankokerier och grytgjuteri. De sista åren arbetade hon i kompanjonskap med sin son Berndt Harder Santesson (1776–1862), som övertog firman efter hennes död.